# Schwarzmeerflotte

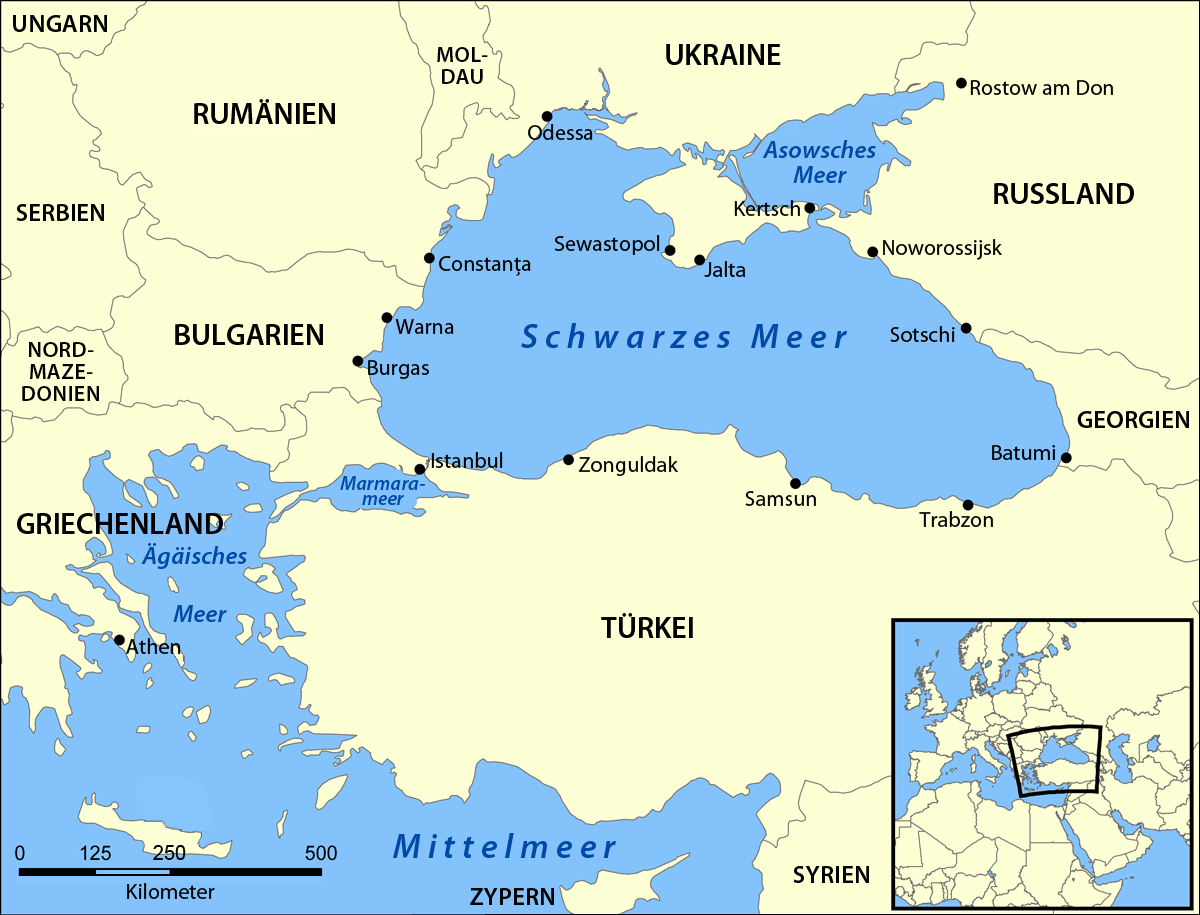
Lage des Schwarzen Meeres

Die Schwarzmeerflotte (russisch Черноморский флот; transkribiert Tschernomorski flot) ist der Teil der früheren Kaiserlich Russischen Marine bzw. der sowjetischen Marine und der heutigen Seestreitkräfte Russlands, der in verschiedenen Häfen des Schwarzen Meeres und des Asowschen Meeres stationiert ist. In Friedenszeiten operieren Einheiten der Schwarzmeerflotte auch im Mittelmeer, die Passage durch Dardanellen und Bosporus wird Kriegsmarinen in Kriegszeiten (so seit Februar 2022) gemäß dem Vertrag von Montreux von 1936 von der Türkei unterbunden.
Über den Kanal vom Don zur Wolga besteht vom Schwarzmeer aus Anschluss an die Binnenschifffahrtswege in Russland, wodurch auch tief in Landesinnern gelegene Werften wie die Schiffswerft Selenodolsk 100 m lange Fregatten (Projekt 11661 „Gepard-Klasse“) herstellen und an die Flotten überstellen können. Der Hauptstützpunkt der Flotte ist seit dem 18. Jahrhundert die zentral im Schwarzmeer gelegene Hafenstadt Sewastopol an der Südwestspitze der Krim, die 1954 der Ukrainischen SSR unterstellt wurde und nach dem Zerfall der Sowjetunion zur Ukraine gehörte. Die vertraglich geregelte fortdauernde Nutzung dieser Marinebasis durch Russland führte wiederholt zu Irritationen in den Beziehungen zwischen den Ländern. 
2010 zählten mehr als 16.000 Soldaten und über 40 Schiffe zur russischen Schwarzmeerflotte die seit 2022 vorwiegend in Noworossijsk stationiert ist. 

## Zeit des Russischen Kaiserreiches (1783–1922)

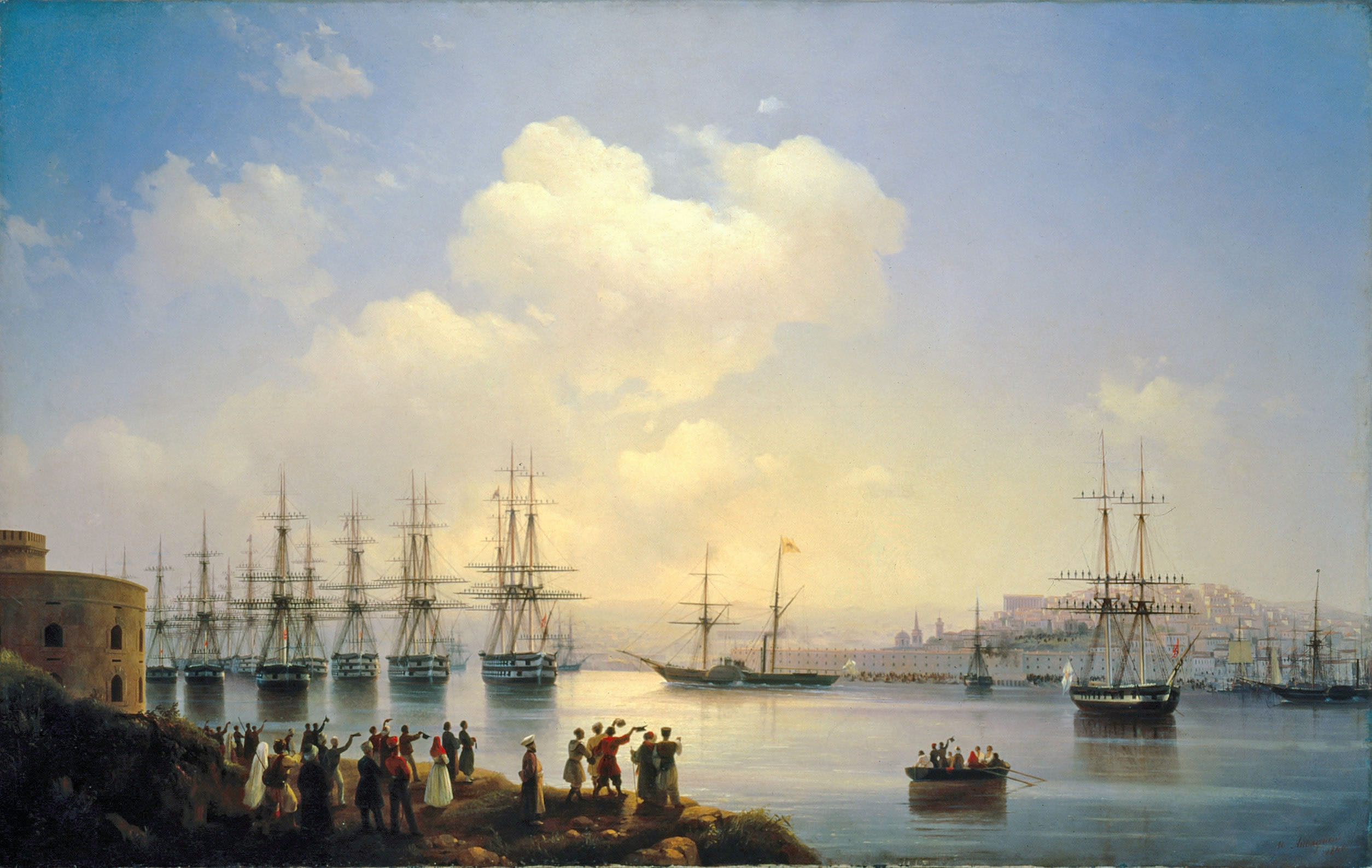
Russische Flotte in Sewastopol. Iwan Aiwasowski, 1846

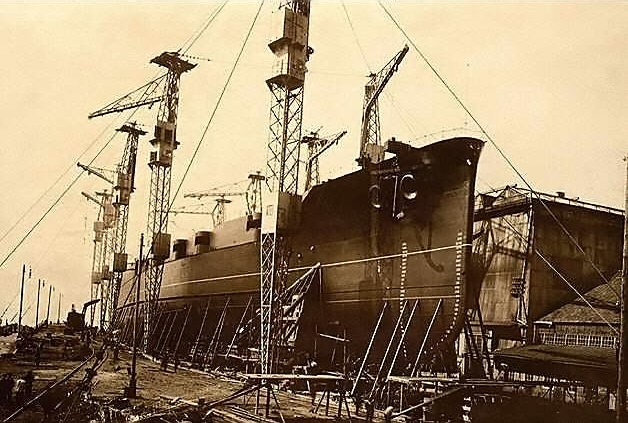
Stapellauf in Nikolajew, hier Linienschiff Imperatriza Jekaterina Welikaja

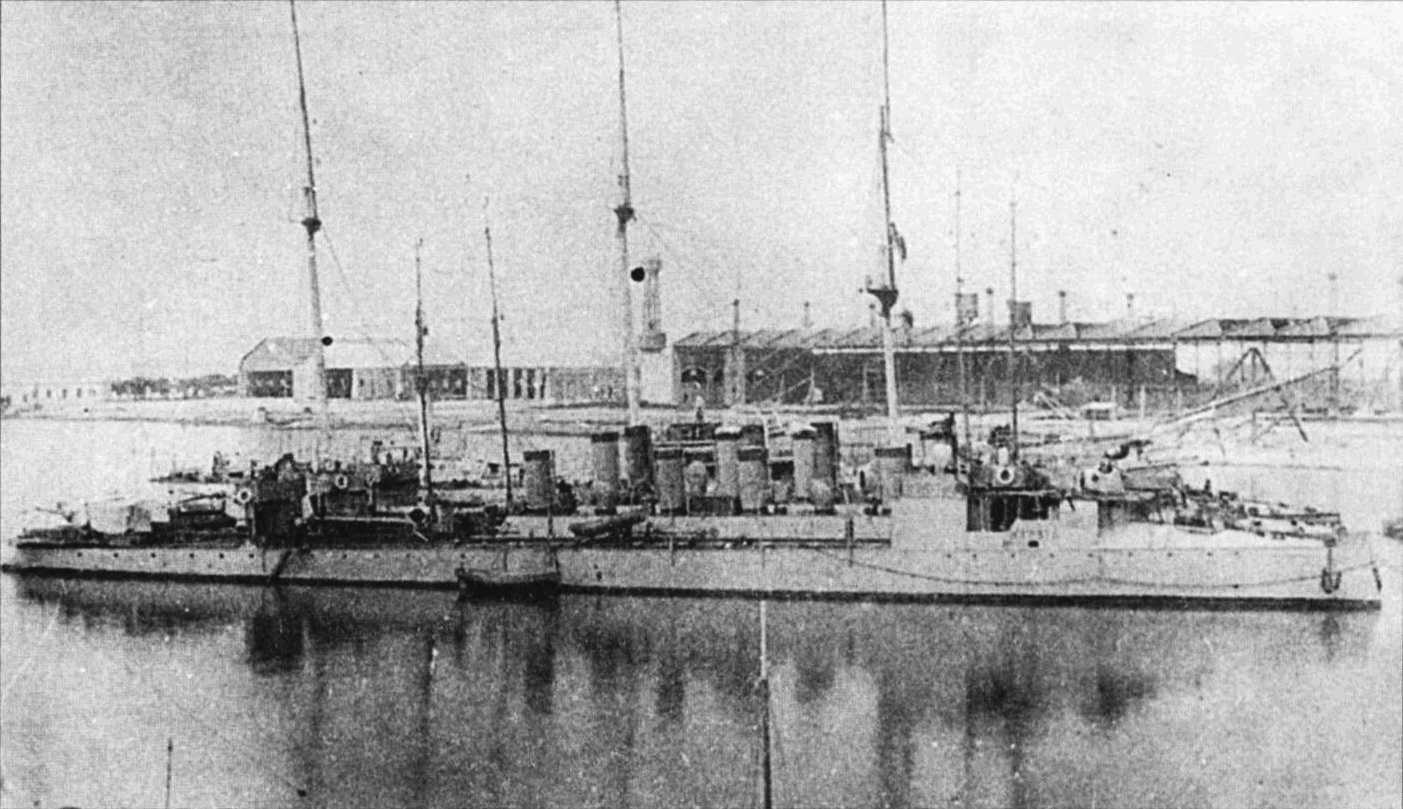
Die Zerstörer Scharkiy, Sorkiy und Swonkiy 1924 in Bizerta

Nachdem 1695 Zar Peter I. einen Zugang zum Schwarzen Meer erobert hatte, befahl er die Gründung der sogenannten Asow-Flottille. Mit den territorialen Gewinnen nach dem Russisch-türkischen Krieg 1768–1774 wurden der Schiffbau und der Aufbau einer neuen Flotte begonnen. Im Jahre 1783 wurde die Flotte auf Befehl der Zarin Katharina II. gegründet. Diese Flotte wurde schnell mit Schiffsneubauten aufgerüstet und ausgebaut. Im 18. und 19. Jahrhundert kämpfte die Schwarzmeerflotte in verschiedenen Kriegen sowohl gegen die türkische als auch gegen die französische Marine.
Nachdem Napoleon Bonaparte 1798 in das von den Osmanen verwaltete Ägypten eingefallen war („Ägyptenfeldzug“), schlossen sich Russland und das Osmanische Reich zu einem Bündnis gegen die Franzosen zusammen. Ein Geschwader der Schwarzmeerflotte und türkische Flottenkräfte operierten im Mittelmeer gemeinsam unter dem Kommando von Admiral Fjodor Fjodorowitsch Uschakow gegen die französische Flotte und eroberten gemeinsam die Ionischen Inseln und landeten sogar im französisch besetzten Italien.
Nach der Gründung von Nikolajew im Jahre 1789 war hier bis 1898 die Admiralität der russischen Schwarzmeerflotte stationiert.
Im Krimkrieg (1853–1856) war die Schwarzmeerflotte zwar zunächst gegen die Türken in der Seeschlacht bei Sinope erfolgreich, verhielt sich jedoch nach dem Erscheinen britischer und französischer Flotten passiv und beschränkte sich auf die Verteidigung Sewastopols, wobei die Schiffe nur als schwimmende Küstenbatterien eingesetzt wurden. Während der Belagerung von Sewastopol  versenkten die Besatzungen sukzessive Schiffe, um die Nutzung der Bucht von Sewastopol für die Alliierten zu verhindern. Im Frieden von Paris, der den Krieg beendete, wurde das Schwarze Meer neutralisiert und Russland lediglich gestattet, eine im Einvernehmen mit der Türkei festgelegte Anzahl leichter Küstenschiffe darauf zu halten. Diese Beschränkung wurde 1871 auf der Londoner Pontuskonferenz wieder aufgehoben.
Nach der Oktoberrevolution in Russland fuhr die Schwarzmeerflotte unter der roten Fahne der Bolschewiki. Um während des Russischen Bürgerkrieges die Flotte nicht in die Hände der Konterrevolution und ausländischer Interventen fallen zu lassen, gab Lenin am 18. Juni 1918 den Befehl zur Selbstversenkung der Flotte. Ein Teil der Schwarzmeerflotte schloss sich jedoch der sogenannten Weißen Bewegung an, die im Russischen Bürgerkrieg gegen die Ergebnisse der Oktoberrevolution kämpfte, und unterstützte den Kampf der Weißen Armee gegen die Bolschewiki im Schwarzmeerraum. Als die Rote Armee im November 1920 auch die Halbinsel Krim eroberte, wurden die Schiffe am 14. November nach Istanbul verlegt. Dort wurden sie am 21. November in das so genannte Russische Geschwader unter dem Befehl von Konteradmiral Michail Alexandrowitsch Kedrow (1878–1945) umorganisiert. Nachdem der französische Ministerrat am 1. Dezember 1920 der Verlegung nach Bizerta im damaligen französischen Protektorat Tunesien zugestimmt hatte, wurde das Geschwader in der Zeit von Dezember 1920 bis Februar 1921 dorthin verlegt und interniert. Als Frankreich am 29. Oktober 1924 die Sowjetunion völkerrechtlich anerkannte, übergab es die Schiffe formell an die Sowjetunion. Sie waren inzwischen aber so veraltet und aus Mangel an Geld und Wartung in so schlechtem Zustand, dass sie als nicht verwendungsfähig befunden wurden. Sie wurden verkauft und nach und nach abgewrackt. Die meisten Besatzungsmitglieder blieben als Emigranten in Tunesien bzw. in Frankreich.

## Zeit der Sowjetunion (1922–1991)
Nach dem Bürgerkrieg wurde die Schwarzmeerflotte neu aufgebaut. Dazu wurden selbstversenkte Schiffe gehoben und instand gesetzt sowie Schiffsneubauten der Flotte zugeführt. Im Zweiten Weltkrieg nahm die Schwarzmeerflotte aktiv am Krieg gegen Deutschland und seine Verbündeten teil. Angehörige der Schwarzmeerflotte wurden an allen Fronten auch als Bodentruppen eingesetzt.
Im Juni 1941 bestand die Flotte aus folgenden Schiffen:
- 01 Schlachtschiff der Gangut-Klasse: Parischskaja Kommuna
- 02 Kreuzer der Kirow-Klasse: Molotow und Woroschilow
- 03 Kreuzer der Swetlana-Klasse: Tscherwona Ukraina, Krasny Kawkas und Krasny Krym
- 03 Flottillenführer: Moskwa, Charkow und Taschkent
- 09 moderne Zerstörer
- 05 alte Zerstörer der Nowik-Klasse
- 44 U-Boote: 4 der S-Klasse, 3 der L-Klasse, 14 der M-Klasse, 15 der Schtsch-Klasse, 3 der D-Klasse und 5 der AG-Klasse
- 22 Minensuchboote
- 48 Torpedoboote

Nach dem Zweiten Weltkrieg wurde die Schwarzmeerflotte zu einem modernen operativ-strategischen Verband der Sowjetischen Seekriegsflotte ausgebaut.
Neben dem Einsatz im Schwarzen Meer war die Schwarzmeerflotte auch im Mittelmeer eingesetzt. Aus Anlass des 20. Jahrestages des Sieges über das Deutsche Reich und das Ende des Zweiten Weltkrieges wurde die Flotte am 7. Mai 1965 mit dem Rotbannerorden ausgezeichnet. Nach dem Zusammenbruch der Sowjetunion 1991 wurde der Schiffsbestand der Schwarzmeerflotte zwischen der nun unabhängigen Ukraine und Russland aufgeteilt. Russland hatte nach der Auflösung der Sowjetunion zunächst erhebliche Schwierigkeiten, die Gefechtsbereitschaft seiner Schiffe zu gewährleisten. Die Ukraine war auf Grund ihrer angespannten wirtschaftlichen und finanziellen Situation kaum in der Lage, ihre Schiffe in Fahrt zu halten.

## Aufteilung zwischen der Russischen Föderation und der Ukraine (1992–1995)
Nach dem Zerfall der Sowjetunion im Dezember 1991 und der daraus resultierenden Unabhängigkeit der Ukraine befand sich die Schwarzmeerflotte der sowjetischen Marine größtenteils auf dem Territorium der Ukraine. Am 2. Januar 1992 verfügte der ukrainische Präsident Leonid Krawtschuk die Unterstellung aller auf dem Territorium der Ukraine stationierten vormals sowjetischen Truppen einschließlich der Schwarzmeerflotte unter ukrainischen Oberbefehl. Ausgeschlossen wurden nur die strategischen Militäreinheiten. Am 7. April 1992 stellte der russische Präsident Boris Jelzin per Dekret die Schwarzmeerflotte unter russische Kontrolle und forderte weitere Verhandlungen zur Beilegung der Krise. Am 2. August 1992 einigte sich Krawtschuk mit dem russischen Präsidenten Boris Jelzin im Konflikt um die Schwarzmeerflotte dahingehend, dass beide Staaten für eine Übergangszeit bis 1995 ein gemeinsames Oberkommando über die rund 380 Schiffe und Boote bilden.
Am 17. Juni 1993 unterzeichnen Krawtschuk und Jelzin in Moskau ein weiteres Abkommen über die überwiegend auf der Krim stationierte Schwarzmeerflotte. Danach sollten von September 1993 bis 1995 die rund 300 Schiffe und Boote umfassende Flotte sowie die Gebäude und Hafenanlagen jeweils zur Hälfte aufgeteilt werden und gemäß dem Abkommen die Schwarzmeerflotte weiterhin gemeinsam verwaltet und finanziert werden und unter dem gemeinsamen Oberbefehl der Präsidenten Russlands und der Ukraine stehen. Bereits am 3. September 1993 vereinbarten die beiden Präsidenten in Massandra, das bisherige Abkommen zur Schwarzmeerflotte zu revidieren. Die Ukraine stimmte dem Verkauf des ukrainischen Anteils von 50 % an der Schwarzmeerflotte an Russland zu. Der auf ukrainischem Staatsgebiet liegende Flottenstützpunkt in Sewastopol auf der Krim wurde von Russland gepachtet. Entsprechende Pachtzahlungen zugunsten der Ukraine wurden mit den Schulden der Ukraine bei Russland verrechnet. Diese Entscheidung des ukrainischen Präsidenten Leonid Krawtschuk wurde im Parlament heftig kritisiert.
Am 15. April 1994 gab es in Moskau erneut Verhandlungen über die Schwarzmeerflotte. Die Ukraine einigte sich mit Russland, dass der verbliebene ukrainische Anteil von 50 % über die rund 300 Schiffe und Boote der Flotte ein weiteres Mal auf rund 15 bis 20 % reduziert wird. Somit wurde 30 bis 35 % des Anteils an der Flotte an Russland verkauft. Den ukrainischen Seestreitkräften blieben mehr als 60 Schiffe und einige noch nicht fertiggestellte Schiffsrümpfe der ehemals sowjetischen Schwarzmeerflotte. Der größte Teil davon befand sich in einem schlechten Zustand und war nicht seetüchtig. Zudem fanden Verhandlungen zur Nutzung der Marinestützpunkte auf der Krim statt. Russland verlangte das alleinige Nutzungsrecht der Marinebasis in Sewastopol. Sewastopol, der Heimathafen der Schwarzmeerflotte, hatte in der Sowjetunion einen besonderen Status, der auch 1991 bis zur russischen Besetzung der Krim 2014 bestehen blieb. Am 9. Juni 1995 unterzeichneten der russische Präsident Boris Jelzin und der ukrainische Präsident Leonid Kutschma in Sotschi ein Abkommen, demgemäß der Marinestützpunkt von Sewastopol weiterhin Stützpunkt der russischen Marine bleibt und die militärische Infrastruktur der Krim von Russland genutzt werden darf. Die ehemals sowjetische Schwarzmeerflotte wurde erneut aufgeteilt. Russland erhielt nach Artikel 4 des Abkommens 81,7 % und die Ukraine 18,3 % der Schiffe der Schwarzmeerflotte. Mit dem 31. Dezember 1995 endete formal die gemeinsame Kontrolle durch Russland und die Ukraine.
Am 31. Mai 1997 unterzeichneten die Präsidenten Russlands und der Ukraine, Boris Jelzin und Leonid Kutschma, in Kiew erneut ein dreiteiliges Abkommen über den Status der Flotte. Russland pachtete die Militäranlagen in Sewastopol für die nächsten 20 Jahre und nutzte die Häfen in Sewastopol und der Karantinnaja-Bucht sowie die Einrichtungen in Strelezkaja gemeinsam mit der ukrainischen Marine. Nach der Ratifizierung der Parlamente beider Staaten trat das Abkommen erst am 12. Juli 1999 in Kraft.

## Schwarzmeerflotte der Russischen Föderation

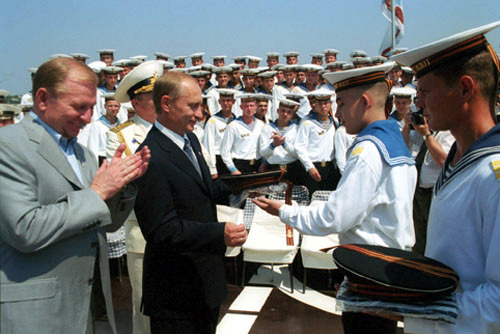
Leonid Kutschma (l.) und Wladimir Putin bei einem Besuch auf dem (am 14. April 2022 versenkten) Flaggschiff Moskwa in Sewastopol im Juli 2001

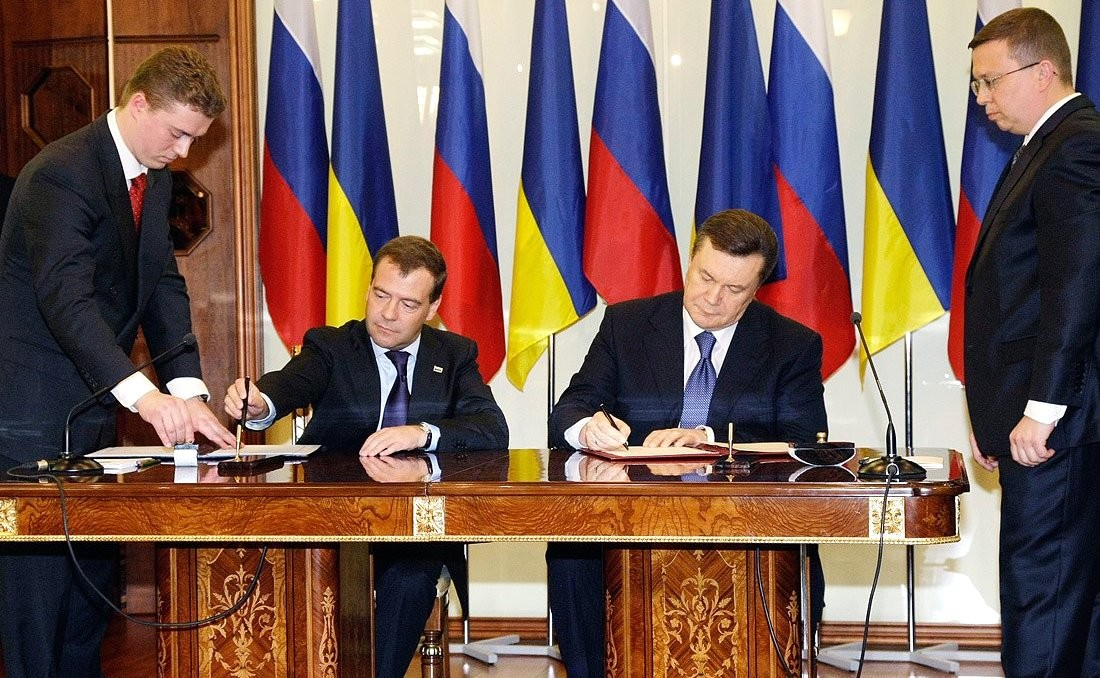
Unterzeichnung des Vertrages 2010

Der Haupthafen der russischen Schwarzmeerflotte ist Sewastopol; ein weiterer Schwarzmeerhafen Russlands ist Noworossijsk. Seit den frühen 1990er Jahren ist die Flotte nuklear abgerüstet. 1995 waren der Schwarzmeerflotte rund 48.000 Soldaten unterstellt, die über 14 U-Boote, 31 Überwasserkampfschiffe, 43 Patrouillen- und Küstenschutzboote, 125 Kampfflugzeuge und 85 Hubschrauber verfügte; 2010 zählten noch mehr als 16.000 Soldaten und über 40 Schiffe zur russischen Schwarzmeerflotte. Die Flotte ist von großer historischer und geopolitischer Wichtigkeit für Russland, jedoch sank ihr militärischer Wert seit dem Zerfall der Sowjetunion wegen der Aufteilung und wegen starker Etatkürzungen erheblich. Derzeit läuft deshalb ein großangelegtes Modernisierungsprogramm. Der strategische Wert der Marine im Schwarzen Meer ist hinsichtlich ihrer Verwendung im Mittelmeer dadurch eingeschränkt, da sich der Bosporus seit dem türkischen NATO-Beitritt 1952 unter westlicher Kontrolle befindet und zudem den Nutzungsbeschränkungen der Konvention von Montreux unterliegt. Andere sowjetische beziehungsweise russische Flotten erlangten zudem als Teile der strategischen Nuklearkräfte eine größere Bedeutung als die Schwarzmeerflotte.
Neuere regionale Konflikte in der Kaukasusregion (besonders in Georgien mit der abtrünnigen Küstenregion Abchasien) und die Entwicklung des Öltransits in der Region verhalfen der Schwarzmeerflotte der Russischen Föderation nach 1992 zu begrenzten neuen Aufgaben. Ihre Marineflieger, Marineinfanterie und Landungsboote nahmen am Tschetschenienkrieg sowohl unterstützend als auch direkt teil. Während des Kaukasuskrieges 2008 war die Schwarzmeerflotte an der Blockade der georgischen Küste beteiligt und griff die damalige Marine Georgiens an.
Beim Streit um die Preiserhöhung russischen Gases an die Ukraine auf Marktpreisniveau 2005/2006 wurde auch eine Erhöhung der Pacht für die russischen Stützpunkte in der Ukraine ins Gespräch gebracht. In einem neuen Abkommen wurden der Ukraine 97 Millionen US-Dollar pro Jahr an Liegegebühren zugesichert. Nachdem die Schwarzmeerflotte während Juschtschenkos Amtszeit immer wieder zum rhetorischen Angriffsobjekt der ukrainischen Führung wurde, einigten sich im April 2010 der russische Präsident Dmitri Medwedew und sein damaliger ukrainischer Kollege Wiktor Janukowytsch auf eine Verlängerung der Stationierung der Schwarzmeerflotte um weitere 25 Jahre ab Ablauf des russisch-ukrainischen Flottenvertrages im Jahr 2017. So sollte die russische Schwarzmeerflotte bis 2042 auf der Krim stationiert bleiben. Als Gegenleistung erhielt die Ukraine einen dreißigprozentigen Preisnachlass für russisches Erdgas. Das russische und ukrainische Parlament stimmten dem Vertrag am 27. April 2010 zu. Im ukrainischen Parlament kam es bei der Sitzung zu Schlägereien; Oppositionspolitiker warfen Rauchbomben.

### Annexion der Krim 2014
Als im Februar 2014 die Russische Föderation unter Wladimir Putin die zur Ukraine gehörende Autonome Republik Krim durch GRU Speznas (grüne Männchen) besetzte und den prorussischen Präsidenten Sergej Aksjonow installierte, kesselten Einheiten der Schwarzmeerflotte die ukrainischen Streitkräfte auf der Krim ein oder blockierten sie. Dies verstieß gegen Art. 6 Abs. 1 des Flottenvertrages, der Einmischungen in die inneren Angelegenheiten und die Missachtung der ukrainischen Souveränität untersagte. Nach der Annexion der Krim 2014  wurde der Flottenvertrag auf Vorschlag von Präsident Putin und Beschluss der Staatsduma durch Russland im März 2014 einseitig aufgehoben. Das Verteidigungsministerium der Russischen Föderation übernahm am 22. März 2014 offiziell die militärische Kontrolle über die Krim. Insgesamt wurden über 147 ukrainische Militäreinrichtungen unter russische Kontrolle gebracht und die russische Schwarzmeerflotte übernahm zunächst 54 von insgesamt 67 Schiffen der ukrainischen Seestreitkräfte.
Infolge der russischen Annexion der Krim 2014 wurden unter anderem folgende Einheiten der ukrainischen Marine vorübergehend der Schwarzmeerflotte unterstellt:
- Projekt 1124M
  - Luzk (U200)
  - Winnyzja (U206), am 19. April 2014 an die Ukraine zurückgegeben[11]
  - Ternopil (U209), am 4. April 2014 an die Ukraine zurückgegeben[12]
- Projekt 1241.2-P
  - Chmelnyzkyj (Khmelnytskyi) (U208)
- Projekt 775
  - Kostjantyn Olschanskyj (U402), nicht zurückgegeben, ausgeschlachtet, in der Nacht zum 25. März 2024 mit einer Neptun Rakete durch die Ukraine beschädigt.[13]
- Projekt 641
  - Saporischschja (U01), war nicht seetauglich, sollte zunächst nach Odessa geschleppt werden, dann wurden Pläne bekannt, das Boot im U-Boot-Bunker Balaklawa in Sewastopol museal aufzustellen.[14][15]
- Projekt 304 (Versorgungsschiff)
  - Donbas (U500)
- Projekt 714 (Bergungsschlepper)
  - Kremenez (U703)
- Projekt 266M (Minensuchboote)
  - Tschernihiw (U310)

Am 3. April 2014 gab das russische Außenministerium bekannt, dass die ukrainische Militärtechnik, und damit auch die Schiffe, an die Ukraine zurückgegeben würden. Am 19. April 2014 nahmen die „Kirowograd“, die Korvette „Winnyzja“, das Kanonenboot „Cherson“, der Schlepper „Kowel“, das Tankschiff „Horliwka“ und der Schlepper „Nowooserne“ Kurs auf Odessa. Am 3. Juni 2014 wurden drei weitere Versorgungsschiffe an die Ukraine zurückgegeben. Die Rückgabe sollte bis Ende 2014 abgeschlossen sein. Am 5. Juli 2014 wurde die Rückgabe der Militärtechnik aufgrund der Situation in der Ostukraine ausgesetzt.

### Russisch-Ukrainischer Krieg

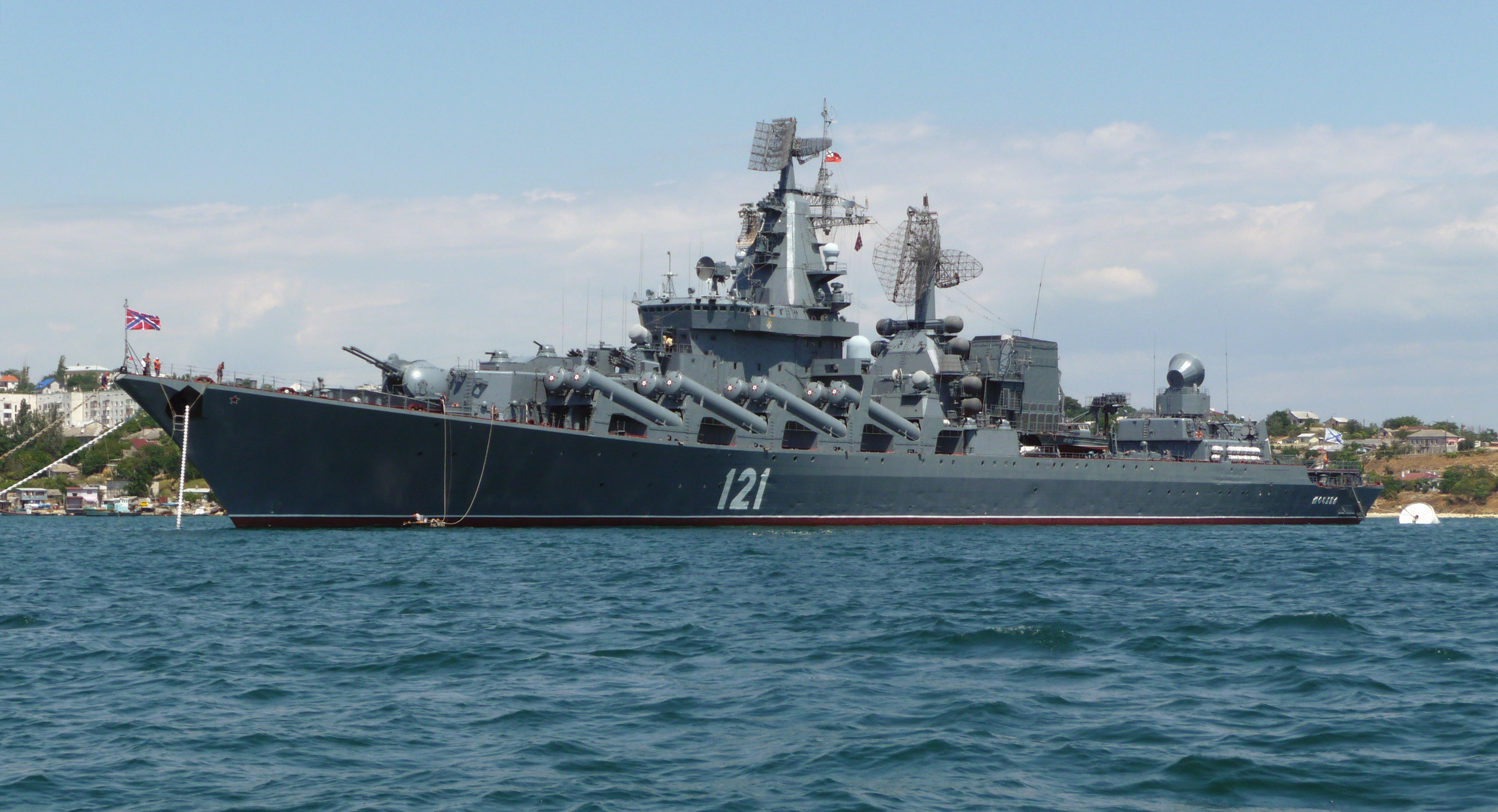
Raketenkreuzer Moskwa (das ehemalige Flaggschiff der Schwarzmeerflotte) im Flottenstützpunkt Sewastopol, 2009

Im Rahmen des Russisch-Ukrainischen Krieges nimmt die Schwarzmeerflotte seit 2022 an Kampfhandlungen teil. Sie wurde dazu im Vorfeld aus der Baltischen Flotte verstärkt, hauptsächlich durch Landungsschiffe. Da die Türkei gedeckt durch den Vertrag von Montreux die Durchfahrt von Kriegsschiffen der am Konflikt beteiligten Länder durch den Bosporus sperren kann, können auf diesem Weg nur noch Schiffe, die im Schwarzen Meer registriert sind, zurückkehren. Aufgrund der anhaltenden Bedrohung und der hohen Verluste durch ukrainische Überwasser-Drohnen und Marschflugkörper verließ Mitte Juli 2024 wahrscheinlich das letzte russische Kriegsschiff, Projekt 1135, die Krim. Die meisten der abgezogenen Schiffe wurden vorübergehend in Noworossijsk stationiert, doch auch diesen Hafen wurde bereits Anfang Juli 2024 von der Ukraine mittels einer Sea-Baby-Überwasser-Drohne angegriffen.
Das Magazin Naval News meldete am 22. Juli 2024, ein eigentlich in Noworossijsk stationiertes Schiff habe kürzlich im Hafen von Otschamtschire in der abtrünnigen Küstenregion Abchasien (nominell noch Georgien) angelegt.

#### Verluste

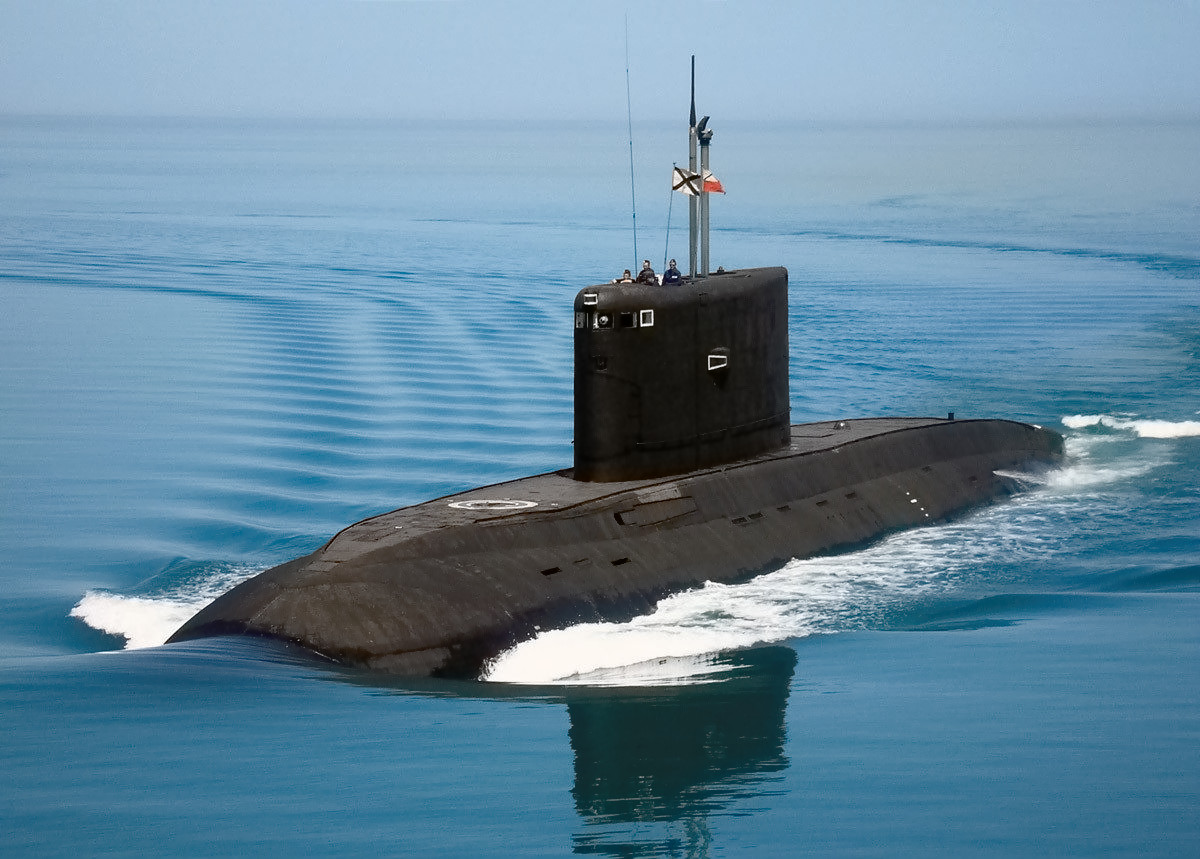
B-237 im Jahr 2014

- Am 24. März 2022 wurde das Landungsschiff Saratow (BDK-65, Projekt 1171) im Hafen von Berdjansk zerstört.[22][23]
- Das Flaggschiff der Flotte, der Lenkwaffenkreuzer Moskwa, sank am 14. April 2022 im Schwarzen Meer nach zwei Treffern durch ukrainische Anti-Schiffs-Raketen vom Typ Neptun.[24]
- Anfang Mai 2022 gab die Ukraine bekannt, nahe der Schlangeninsel zwei Projekt-03160-Patrouillenboote der Flotte versenkt zu haben.[24]
- Am 17. Juni 2022 wurde der Bergungsschlepper Spassatel Wassili Bech (Projekt 22870) von zwei Harpoon-Raketen getroffen und in Brand gesetzt (videodokumentiert). Er sank sehr wahrscheinlich.[25]
- Am 29. Oktober 2022 griffen ukrainische Drohnen die Flotte zu Luft und zu Wasser an. Russland räumte eine Beschädigung des Minenräumbootes Iwan Golubez (Projekt 266M) ein.[26]
- Am 4. August 2023 wurde das Landungsschiff Olenegorski Gornjak (Projekt 775, Ropucha-Klasse) von einer ukrainischen Seedrohne getroffen und schwer beschädigt. Es ankerte danach mit deutlicher Schlagseite in der Bucht von Noworossijsk.[27]
- Am 13. September 2023 zerstörten ukrainische Marschflugkörper im Hafen von Sewastopol das U-Boot Rostov na Donu (B-237, Projekt 636) und das Landungsboot Minsk (Projekt 775).[28]
- Am 22. September 2023 wurde in Sewastopol auf der Krim das Hauptquartier der russischen Schwarzmeerflotte (⊙) bei einem ukrainischen Marschflugkörperangriff mit Storm Shadow getroffen.[29] Die Ukraine meldete, 34 an einem Treffen der russischen Marineführung teilnehmende hochrangige Offiziere seien dabei getötet worden, darunter auch der Befehlshaber der Schwarzmeerflotte Sokolow.[30] Nach diesen Angriffen wurden die in Sewastopol liegenden Schiffe der Flotte größtenteils nach Feodossija und Noworossijsk verlegt.[31][32]
- Am 4. November 2023 wurde die in einer Werft in Kertsch liegende Korvette Askold (Karakurt-Klasse) durch einen Raketentreffer stark beschädigt.[33]
- Am 10. November 2023 versenkten ukrainische Seedrohnen zwei russische Landungsschiffe (eines vom Typ Projekt 1176 und das andere ein Projekt 11770) im Hafen von Tschornomorske.[34]
- In den frühen Morgenstunden des 26. Dezember 2023 wurde das Landungsschiff Projekt 775 Nowotscherkassk vermutlich mit Marschflugkörpern vom Typ Storm Shadow beziehungsweise Scalp EG im Hafen Feodossija getroffen und komplett zerstört.[35] Bei diesem Angriff wurde auch das ehemalige Minenräumschiff (Projekt 254 oder T43 Klasse) und damalige Schulungsschiff UTS-150 versenkt.[36][37]
- Zwischen dem 28. und 31. Dezember 2023 wurden ein russisches Patrouillenboot, eine Korvette vom Typ Tarantul 205P (Stenka-Klasse) in der Hrafska-Bucht bei Sewastopol versenkt. Eine Bestätigung erfolgte erst Mitte Januar durch Satellitenbilder und die ukrainische Partisanengruppe Atesh.[38][39]
- In der Nacht zum 1. Februar 2024 zerstörten Soldaten der Spezialeinheit Gruppe 13 mit drei Seedrohnen-Treffern ein Schiff der russischen Schwarzmeerflotte auf der Reede des Donuslaw-Sees auf der Krim. In der Folge sank mutmaßlich die Raketenkorvette P-334 Iwanowez des Projekts 12411 Molniya (auch Ivanovets transkribiert) mit dem Heck und ragt seitdem senkrecht mit dem Bug aus dem 27 m tiefen Donuslaw-See heraus.[40]
- In der Nacht zum 14. Februar 2024 wurde das Landungsschiff Zesar Kunikow (BDK-64, Projekt 775, Ropucha-Klasse) unweit der Stadt Alupka mit Seedrohnen des Typs Magura V5 angegriffen und schwer beschädigt. Es kippte nach Backbord, kenterte und sank sehr wahrscheinlich.[41]
- In der Nacht zum 5. März 2024 wurde das schwere russische Patrouillenboot Sergei Kotow (Projekt 22160, Wassili-Bykow-Klasse) mit Seedrohnen vom Typ Magura V5 am Heck sowie an beiden Seiten getroffen und ist nach einer starken Explosion wahrscheinlich gesunken.[42][43]
- Bei einem Angriff in der Nacht zum 24. März 2024 wurden die beiden Landungsschiffe Yamal und Asow (Projekt 775, Ropucha-Klasse), das Aufklärungsschiff Iwan Churs (Projekt 18280, Juri-Iwanow-Klasse) sowie das Kommunikationszentrum in Sewastopol durch mehrere Marschflugkörper stark beschädigt oder zerstört.[44][45] Nach ukrainischen Angaben sind alle drei Schiffe in naher Zukunft nicht mehr einsatzbereit.[46]
- In der Nacht zum 25. März 2024 wurde die seit 2014 unter russischer Kontrolle stehende und in Ausschlachtung bzw. neuerdings Reparatur befindliche Kostjantyn Olschanskyj (Projekt 775, Ropucha-Klasse) durch eine Neptun Rakete beschädigt.[47]
- Am 21. April 2024 wurde das U-Boot-Bergungsschiff Kommuna bei einem Raketenangriff im Hafen von Sewastopol getroffen und in Brand gesetzt. Nach ukrainischer Einschätzung ist die Kommuna nicht mehr in der Lage ihre Aufgaben zu erfüllen.[48]
- Am 6. Mai 2024 wurde ein russisches Schnellboot in der Bucht Uzkaya in der Nähe des Dorfes Tschornomorske auf der nördlichen Krim von einer Magura V5 Drohne zerstört.[49][50] Genauere Angaben zur Schiffsklasse sind nicht bekannt.
- In der Nacht zum 19. Mai 2024 wurden laut ukrainischem Verteidigungsministerium im  Hafen von Sewastopol das Minenräumschiff 913 Kowrowez (Projekt 266M, Natya-Klasse) und die Korvette Tsiklon (Projekt 22800, Karakurt-Klasse) zerstört.[51][52]
- Laut ukrainischer Angaben zerstörte man Ende Mai 2024 in Tschornomorske auf der Krim zwei KS-701 Tunets Patrouillenschiffe und beschädigte zwei weitere Schiffe mit Marine-Drohnen.[53]
- Die „Rostow am Don“, ein dieselbetriebenes U-Boot der Kilo-Klasse, lief 2014 vom Stapel. Im September 2023 wurde es bei einem ukrainischen Angriff mit Storm Shadow-Raketen beschädigt. Dies war der erste erfolgreiche Angriff der ukrainischen Streitkräfte auf ein russisches U-Boot. Am 2. August 2024 wurde die „Rostow am Don“ erneut bei einem Angriff auf die annektierte Schwarzmeerhalbinsel Krim getroffen und versenkt, wie der ukrainische Generalstab mitteilte. Es gab keine offizielle Reaktion des Putin-Regimes.

## Einheiten

### Schiffe und Boote
Quelle: 
| 30. Kriegsschiff-Division                                   | 30. Kriegsschiff-Division                        | 30. Kriegsschiff-Division                        | 30. Kriegsschiff-Division                              | 30. Kriegsschiff-Division                        | 30. Kriegsschiff-Division                        | 30. Kriegsschiff-Division                        | 30. Kriegsschiff-Division                        | 30. Kriegsschiff-Division |  |  |
| Projekt                                                     | NATO-Bez.                                        | Name                                             | Hersteller                                             | Kennung                                          | Kiellegung                                       | Stapellauf                                       | Indienststellung                                 | Status |  |  |
| Lenkwaffenfregatten / Mehrzweckkorvetten – 5 / 2            | Lenkwaffenfregatten / Mehrzweckkorvetten – 5 / 2 | Lenkwaffenfregatten / Mehrzweckkorvetten – 5 / 2 | Lenkwaffenfregatten / Mehrzweckkorvetten – 5 / 2       | Lenkwaffenfregatten / Mehrzweckkorvetten – 5 / 2 | Lenkwaffenfregatten / Mehrzweckkorvetten – 5 / 2 | Lenkwaffenfregatten / Mehrzweckkorvetten – 5 / 2 | Lenkwaffenfregatten / Mehrzweckkorvetten – 5 / 2 | Lenkwaffenfregatten / Mehrzweckkorvetten – 5 / 2 |  |  |
| ----------------------------------------------------------- | ------------------------------------------------ | ------------------------------------------------ | ------------------------------------------------------ | ------------------------------------------------ | ------------------------------------------------ | ------------------------------------------------ | ------------------------------------------------ | --- |  |  |
| Projekt 1135 „Burjewestnik“                                 | Kriwak-I-Klasse                                  | Ladny                                            | Kamysch-Burun (Kertsch)                                | 861                                              | 25.05.1979                                       | 07.05.1980                                       | 25.02.1981                                       | im Dienst |  |  |
| Projekt 1135M                                               | Kriwak-II-Klasse                                 | Pytliwy                                          | Ostseewerft Jantar (Kaliningrad)                       | 868                                              | 27.06.1979                                       | 16.04.1981                                       | 16.01.1982                                       | im Dienst |  |  |
| Projekt 11356M                                              | Admiral-Grigorowitsch-Klasse                     | Admiral Grigorowitsch                            | Ostseewerft Jantar (Kaliningrad)                       | 494                                              | 18.12.2010                                       | 14.03.2014                                       | 11.03.2016                                       | Durch die Sperrung des Bosporus in der Ostsee, Wartung im Oktober 2023 in Kaliningrad. |  |  |
| Projekt 11356M                                              | Admiral-Grigorowitsch-Klasse                     | Admiral Essen                                    | Ostseewerft Jantar (Kaliningrad)                       | 490                                              | 08.07.2011                                       | 07.11.2014                                       | 07.06.2016                                       | im Dienst |  |  |
| Projekt 11356M                                              | Admiral-Grigorowitsch-Klasse                     | Admiral Makarow                                  | Ostseewerft Jantar (Kaliningrad)                       | 499                                              | 29.02.2012                                       | 02.09.2015                                       | 27.12.2017                                       | im Dienst |  |  |
| Projekt 20380                                               | Stereguschtschi-Klasse                           | Mercury                                          | Severnaya Verf (Sankt Petersburg)                      | 535                                              | 20.02.2015                                       | 12.03.2020                                       | 11.05.2023                                       | Durch die Sperrung des Bosporus zurzeit (2024) in der Baltischen Flotte. |  |  |
| Projekt 20380                                               | Stereguschtschi-Klasse                           | Strogy                                           | Severnaya Verf (Sankt Petersburg)                      |                                                  | 20.02.2015                                       | 06.2019                                          |                                                  | in Bau durch die Sperrung des Bosporus ist zurzeit (2024) kein Einsatz im Schwarzen Meer zu erwarten                                                                                      |  |  |
|                                                             |                                                  |                                                  |                                                        |                                                  |                                                  |                                                  |                                                  | |  |  |
| 197. Landungsschiff-Brigade                                 |                                                  |                                                  |                                                        |                                                  |                                                  |                                                  |                                                  | |  |  |
| Projekt                                                     | NATO-Bez.                                        | Name                                             | Hersteller                                             | Kennung                                          | Kiellegung                                       | Stapellauf                                       | Indienststellung                                 | Status |  |  |
| Docklandungsschiffe / Amphibische Landungsschiffe – 2 / 4   |                                                  |                                                  |                                                        |                                                  |                                                  |                                                  |                                                  | |  |  |
| Projekt 1171 „Tapir“                                        | Alligator-Klasse                                 | Orsk                                             | Ostseewerft Jantar (Kaliningrad)                       | 148                                              | 30.08.1967                                       | 29.02.1968                                       | 05.12.1968                                       | im Dienst |  |  |
| Projekt 1171 „Tapir“                                        | Alligator-Klasse                                 | Nikolai Filtschenkow                             | Ostseewerft Jantar (Kaliningrad)                       | 152                                              | 30.01.1974                                       | 29.03.1975                                       | 30.12.1975                                       | im Dienst |  |  |
| Projekt 775 mod. II                                         | Ropucha-Klasse                                   | Olenegorski Gornjak                              | Remontowa Shipbuilding (Gdansk)                        | 102                                              |                                                  |                                                  | 30.07.1976                                       | In der Vorbereitung der Invasion 2022 von der Nordmeerflotte ins Schwarze Meer verlegt. Anfang August 2023 durch einen ukrainischen Seedrohnenangriff vor Noworossijsk schwer beschädigt. |  |  |
| Projekt 775 mod. II                                         | Ropucha-Klasse                                   | Jamal                                            | Remontowa Shipbuilding (Gdansk)                        | 156                                              | 06.04.1987                                       | 1988                                             | 30.04.1988                                       | am 24.3.2024 durch Marschflugkörper beschädigt, nicht einsatzbereit. |  |  |
| Projekt 775 mod. II                                         | Ropucha-Klasse                                   | Kaliningrad                                      | Remontowa Shipbuilding (Gdansk)                        | 103                                              |                                                  |                                                  | 09.12.1984                                       | In der Vorbereitung der Invasion 2022 von der Baltischen Flotte ins Schwarze Meer verlegt.                                                                                                |  |  |
| Projekt 775 mod. II                                         | Ropucha-Klasse                                   | Georgi Pobedonosez                               | Remontowa Shipbuilding (Gdansk)                        | 16                                               |                                                  |                                                  | 05.03.1985                                       | In der Vorbereitung der Invasion 2022 von der Nordmeerflotte ins Schwarze Meer verlegt.                                                                                                   |  |  |
| Projekt 775 mod. III                                        | Ropucha-II-Klasse                                | Asow                                             | Remontowa Shipbuilding (Gdansk)                        | 151                                              | 22.11.1988                                       | 19.05.1989                                       | 12.10.1990                                       | vor dem 24.3.2024 in Reparatur, am 24.3.2024 durch Marschflugkörper beschädigt, nicht einsatzbereit.                                                                                      |  |  |
| Projekt 775 mod. III                                        | Ropucha-II-Klasse                                | Korolev                                          | Remontowa Shipbuilding (Gdansk)                        | 130                                              |                                                  |                                                  |                                                  | In der Vorbereitung der Invasion 2022 von der Baltischen Flotte ins Schwarze Meer verlegt, seit 13. September 2023 beschädigt                                                             |  |  |
| Projekt 11711                                               | Iwan-Gren-Klasse                                 | Pjotr Morgunow                                   | Ostseewerft Jantar (Kaliningrad)                       | 117                                              | 11.06.2015                                       | 25.05.2018                                       | 23.12.2020                                       | In der Vorbereitung der Invasion 2022 von der Nordmeerflotte ins Schwarze Meer verlegt.                                                                                                   |  |  |
|                                                             |                                                  |                                                  |                                                        |                                                  |                                                  |                                                  |                                                  | |  |  |
| 4. Unabhängige U-Boot-Brigade                               |                                                  |                                                  |                                                        |                                                  |                                                  |                                                  |                                                  | |  |  |
| Projekt                                                     | NATO-Bez.                                        | Name                                             | Hersteller                                             | Kennung                                          | Kiellegung                                       | Stapellauf                                       | Indienststellung                                 | Status |  |  |
| Jagd-U-Boote – 7                                            |                                                  |                                                  |                                                        |                                                  |                                                  |                                                  |                                                  | |  |  |
| Projekt 877 „Paltus“                                        | Kilo-I-Klasse                                    | Alrossa (B-871)                                  | Krasnoje Sormowo Fabrik Kennung 112 (Nischni Nowgorod) | 554                                              | 17.05.1988                                       | 10.09.1989                                       | 01.12.1990                                       | im Dienst |  |  |
| Projekt 636.3 „Warschawjanka“                               | Kilo-II-Klasse                                   | Novorossiysk (B-261)                             | Admiralitätswerft (Sankt Petersburg)                   | 555                                              | 20.08.2010                                       | 28.11.2013                                       | 22.08.2014                                       | im Dienst |  |  |
| Projekt 636.3 „Warschawjanka“                               | Kilo-II-Klasse                                   | Stary Oskol (B-262)                              | Admiralitätswerft (Sankt Petersburg)                   | 481                                              | 17.08.2012                                       | 28.08.2014                                       | 03.07.2015                                       | im Dienst |  |  |
| Projekt 636.3 „Warschawjanka“                               | Kilo-II-Klasse                                   | Krasnodar (B-265)                                | Admiralitätswerft (Sankt Petersburg)                   | 482                                              | 20.02.2014                                       | 25.04 2015                                       | 05.11.2015                                       | im Dienst |  |  |
| Projekt 636.3 „Warschawjanka“                               | Kilo-II-Klasse                                   | Velikiy Novgorod (B-268)                         | Admiralitätswerft (Sankt Petersburg)                   | 476                                              | 30.10.2014                                       | 18.03.2016                                       | 26.10.2016                                       | im Dienst |  |  |
| Projekt 636.3 „Warschawjanka“                               | Kilo-II-Klasse                                   | Kolpino (B-271)                                  | Admiralitätswerft (Sankt Petersburg)                   | 485                                              | 30.10.2014                                       | 31.05.2016                                       | 24.11.2016                                       | in Reparatur |  |  |
|                                                             |                                                  |                                                  |                                                        |                                                  |                                                  |                                                  |                                                  | |  |  |
| 41. Raketenschiff-Brigade                                   |                                                  |                                                  |                                                        |                                                  |                                                  |                                                  |                                                  | |  |  |
| Projekt                                                     | NATO-Bez.                                        | Name                                             | Hersteller                                             | Kennung                                          | Kiellegung                                       | Stapellauf                                       | Indienststellung                                 | Status |  |  |
| 166. Raketenschiff-Bataillon                                |                                                  |                                                  |                                                        |                                                  |                                                  |                                                  |                                                  | |  |  |
| Lenkwaffenkorvetten / Raketenkorvette – 6 / 3               |                                                  |                                                  |                                                        |                                                  |                                                  |                                                  |                                                  | |  |  |
| Projekt 1239 „Siwutsch“                                     | Dergach-Klasse                                   | Bora                                             | Selenodolsk-Werft (Selenodolsk)                        | 615                                              | 06.1987                                          | 26.09.1988                                       | 30.12.1989                                       | im Dienst |  |  |
| Projekt 1239 „Siwutsch“                                     | Dergach-Klasse                                   | Samum                                            | Selenodolsk-Werft (Selenodolsk)                        | 616                                              | 09.1991                                          | 12.10.1992                                       | 26.02.2000                                       | in Reparatur |  |  |
| Projekt 21630 „Bujan-M“                                     |                                                  | Wishny Wolotschjok                               | Selenodolsk-Werft (Selenodolsk)                        | 609                                              | 29.08.2013                                       | 22.08.2016                                       | 28.05.2018                                       | im Dienst |  |  |
| Projekt 21630 „Bujan-M“                                     | Orekowo Sujewo                                   | Selenodolsk-Werft (Selenodolsk)                  | 626                                                    | 29.05.2014                                       | 17.06.2018                                       | 10.12.2018                                       | im Dienst                                        | |  |  |
| Projekt 21630 „Bujan-M“                                     | Inguschetja                                      | Selenodolsk-Werft (Selenodolsk)                  | 630                                                    | 29.08.2014                                       | 11.06.2019                                       | 28.12.2019                                       | im Dienst                                        | |  |  |
| Projekt 21630 „Bujan-M“                                     | Grajworon                                        | Selenodolsk-Werft (Selenodolsk)                  | 600                                                    | 10.04.2015                                       | 05.04.2020                                       | 30.01.2021                                       | im Dienst                                        | |  |  |
| Projekt 22800                                               | Karakurt-Klasse                                  | Ziklon                                           | „Saliw“-Werft (Kertsch)                                | 633                                              | 26.07.2016                                       | 24.07.2020                                       | 13.07.2023                                       | Am 19. Mai 2024 im Hafen von Sewastopol zerstört |  |  |
| Projekt 22800                                               | Karakurt-Klasse                                  | Askold                                           | „Saliw“-Werft (Kertsch)                                |                                                  | 18.11.2016                                       | 21.09.2021                                       |                                                  | in Bau, am 4. November 2023 durch einen Raketentreffer stark beschädigt |  |  |
| Projekt 22800                                               | Karakurt-Klasse                                  | Amur                                             | „Saliw“-Werft (Kertsch)                                |                                                  | 30.07.2017                                       |                                                  |                                                  | in Bau |  |  |
| 259. Raketenschiff-Bataillon                                |                                                  |                                                  |                                                        |                                                  |                                                  |                                                  |                                                  | |  |  |
| Projekt 1241.7 „Molnija“                                    | Tarantul-II-Klasse                               | R71 Schuja                                       | Newski-Werft (Leningrad)                               | 962                                              | 12.08.1981                                       | 14.09.1983                                       | 10.06.1985                                       | im Dienst |  |  |
| Projekt 12411 „Molnija“                                     | Tarantul-III-Klasse                              | R-60 Burja                                       | Newski-Werft (Leningrad)                               | 955                                              | 10.12.1985                                       | 30.12.1986                                       | 12.12.1987                                       | im Dienst |  |  |
| Projekt 12411 „Molnija“                                     | Tarantul-III-Klasse                              | R-239 Nabereshnje Tschelny                       | Newski-Werft (Leningrad)                               | 953                                              | 05.10.1987                                       | 30.12.1988                                       | 21.09.1989                                       | im Dienst |  |  |
| Projekt 12411 „Molnija“                                     | Tarantul-III-Klasse                              |                                                  |                                                        |                                                  |                                                  |                                                  |                                                  | |  |  |
| 68. Kriegsschiff-Brigade                                    |                                                  |                                                  |                                                        |                                                  |                                                  |                                                  |                                                  | |  |  |
| Projekt                                                     | NATO-Bez.                                        | Name                                             | Hersteller                                             | Kennung                                          | Kiellegung                                       | Stapellauf                                       | Indienststellung                                 | Status |  |  |
| 400. U-Boot-Abwehr-Bataillon                                |                                                  |                                                  |                                                        |                                                  |                                                  |                                                  |                                                  | |  |  |
| Projekt 1124 „Albatros“                                     | Grischa-I-Klasse                                 | Aleksandrowez                                    | Selenodolsk-Werft (Selenodolsk)                        | 059                                              | 23.03.1980                                       | 14.02.1982                                       | 31.08.1982                                       | stillgelegt |  |  |
| Projekt 1124M „Albatros“                                    | Grischa-III-Klasse                               | Muromez                                          | Kusnja na Rybalskomu (Kiew)                            | 064                                              | 30.03.1980                                       | 27.03.1982                                       | 10.12.1982                                       | in Reparatur |  |  |
| Projekt 1124M „Albatros“                                    | Grischa-III-Klasse                               | Susdalez                                         | Kusnja na Rybalskomu (Kiew)                            | 071                                              | 01.08.1981                                       | 27.03.1983                                       | 03.10.1983                                       | im Dienst |  |  |
| 418. Minenabwehr-Bataillon                                  |                                                  |                                                  |                                                        |                                                  |                                                  |                                                  |                                                  | |  |  |
| Projekt 266M „Aquamarin“                                    | Natya-Klasse                                     | Iwan Golubez                                     | Newski-Werft (Leningrad)                               | 911                                              |                                                  |                                                  | 30.11.1973                                       | im Dienst |  |  |
| Projekt 266M „Aquamarin“                                    | Natya-Klasse                                     | Kowrowez                                         | Newski-Werft (Leningrad)                               | 913                                              |                                                  |                                                  | 08.11.1974                                       | Am 19. Mai 2024 im Hafen von Sewastopol zerstört |  |  |
| Projekt 266M „Aquamarin“                                    | Natya-Klasse                                     | Turbinist                                        | Newski-Werft (Leningrad)                               | 912                                              |                                                  |                                                  | 30.12.1975                                       | stillgelegt |  |  |
| Projekt 12700 „Aleksandrit“                                 |                                                  | Iwan Antonow                                     | Newski-Werft (Sankt Petersburg)                        | 601                                              | 25.01.2017                                       | 25.04.2018                                       | 26.01.2019                                       | im Dienst |  |  |
| Projekt 12700 „Aleksandrit“                                 | Wladimir Emeljanow                               | Newski-Werft (Sankt Petersburg)                  | 659                                                    | 20.04.2017                                       | 30.05.2019                                       | 28.12.2019                                       | im Dienst                                        | |  |  |
| Projekt 12700 „Aleksandrit“                                 | Georgi Kurbatow                                  | Newski-Werft (Sankt Petersburg)                  | 631                                                    | 24.04.2015                                       | 30.09.2020                                       | 20.08.2021                                       | im Dienst                                        | |  |  |
| 184. Küstenverteidigungs-Brigade Noworossijsk               |                                                  |                                                  |                                                        |                                                  |                                                  |                                                  |                                                  | |  |  |
| Projekt                                                     | NATO-Bez.                                        | Name                                             | Hersteller                                             | Kennung                                          | Kiellegung                                       | Stapellauf                                       | Indienststellung                                 | Status |  |  |
| 181. Anti-U-Boot-Schiffs-Division                           |                                                  |                                                  |                                                        |                                                  |                                                  |                                                  |                                                  | |  |  |
| Projekt 1124M „Albatros“                                    | Grischa-III-Klasse                               | Kassimow                                         | Kusnja na Rybalskomu (Kiew)                            | 055                                              | 20.02.1984                                       | 07.12.1985                                       | 07.10.1986                                       | im Dienst |  |  |
| Projekt 1124M „Albatros“                                    | Grischa-III-Klasse                               | Poworino                                         | Kusnja na Rybalskomu (Kiew)                            | 053                                              | 12.06.1986                                       | 06.05.1988                                       | 03.04.1989                                       | im Dienst |  |  |
| Projekt 1124M „Albatros“                                    | Grischa-III-Klasse                               | Jeisk                                            | Kusnja na Rybalskomu (Kiew)                            | 054                                              | 16.03.1987                                       | 12.04.1989                                       | 26.12.1989                                       | im Dienst |  |  |
| Projekt 22160                                               | Wassili-Bykow-Klasse                             |                                                  |                                                        |                                                  |                                                  |                                                  |                                                  | |  |  |
| Projekt 22160                                               | Wassili-Bykow-Klasse                             | Wassili Bykow                                    | Selenodolsk-Werft (Selenodolsk)                        | 368                                              | 26.02.2014                                       | 28.08.2017                                       | 20.12.2018                                       | im Dienst |  |  |
| Projekt 22160                                               | Wassili-Bykow-Klasse                             | Dmitri Rogatschjow                               | Selenodolsk-Werft (Selenodolsk)                        | 375                                              | 25.07.2014                                       | 08.04.2018                                       | 11.06.2019                                       | im Dienst |  |  |
| Projekt 22160                                               | Wassili-Bykow-Klasse                             | Pawel Derschawin                                 | „Saliw“-Werft (Kertsch)                                | 363                                              | 18.02.2016                                       | 21.02.2019                                       | 27.11.2020                                       | im Dienst |  |  |
| Projekt 22160                                               | Wassili-Bykow-Klasse                             | Wiktor Weliki                                    | Selenodolsk-Werft (Selenodolsk)                        |                                                  | 25.11.2016                                       |                                                  |                                                  | in Bau |  |  |
| Projekt 22160                                               | Wassili-Bykow-Klasse                             | Nikolai Sipjagin                                 | Selenodolsk-Werft (Selenodolsk)                        |                                                  | 13.01.2018                                       |                                                  |                                                  | in Bau |  |  |
| 170. Minenräum-Division                                     |                                                  |                                                  |                                                        |                                                  |                                                  |                                                  |                                                  | |  |  |
| Projekt 12660 „Rubin“                                       | Gorya-Klasse                                     | Schelesnjakow                                    | Newski-Werft (Leningrad)                               | 901                                              | 28.02.1985                                       | 17.07.1986                                       | 30.12.1988                                       | im Dienst |  |  |
| Projekt 266M „Aquamarin“                                    | Natya-Klasse                                     | Walentin Pikul                                   | Newski-Werft (Sankt Petersburg)                        | 770                                              | 1990                                             | 31.05.2000                                       | 20.01.2001                                       | im Dienst |  |  |
| Projekt 266M „Aquamarin“                                    | Natya-Klasse                                     | Vize-Admiral Sacharin                            | Newski-Werft (Sankt Petersburg)                        | 908                                              | 1990                                             | 26.05.2006                                       | 18.11.2008                                       | im Dienst |  |  |
| Projekt 21980 „Grachonok“                                   |                                                  | P-191 Kadet                                      | Selenodolsk-Werft (Selenodolsk)                        | 840                                              | 07.05.2010                                       | 11.07.2011                                       | 10.2011                                          | im Dienst |  |  |
| Projekt 21980 „Grachonok“                                   | P-349 Suworowez                                  | Selenodolsk-Werft (Selenodolsk)                  | 841                                                    | 06.05.2011                                       | 16.06.2012                                       | 14.11.2012                                       | im Dienst                                        | |  |  |
| Projekt 21980 „Grachonok“                                   | P-350 Kursant Kirowez                            | Selenodolsk-Werft (Selenodolsk)                  | 842                                                    | 05.05.2012                                       | 11.04.2013                                       | 22.08.2013                                       | im Dienst                                        | |  |  |
| Projekt 21980 „Grachonok“                                   | P-355 Junarmejez Krima                           | Selenodolsk-Werft (Selenodolsk)                  | 843                                                    | 07.05.2013                                       | 30.05.2014                                       | 22.08.2014                                       | im Dienst                                        | |  |  |
| Projekt 21980 „Grachonok“                                   | P-424 Kinel                                      | Selenodolsk-Werft (Selenodolsk)                  | 837                                                    | 27.07.2013                                       | 2014                                             | 09.10.2014                                       | im Dienst                                        | |  |  |
| Projekt 21980 „Grachonok“                                   | P-433 Pawel Silajew                              | Selenodolsk-Werft (Selenodolsk)                  | 844                                                    | 12.01.2015                                       | 2017                                             | 16.09.2017                                       | im Dienst                                        | |  |  |
| Projekt 11770 „Serna“                                       |                                                  | D-144                                            | „Wolga“-Werft (Nischni Nowgorod)                       | 575                                              |                                                  | 2007                                             | 19.02.2008                                       | Eines der beiden „Serna“ (unklar welches) wurde am 10.11.2023 im Hafen von Tschornomorske versenkt, das andere ist im Dienst.                                                             |  |  |
| Projekt 11770 „Serna“                                       | D-199                                            | „Wolga“-Werft (Nischni Nowgorod)                 | 544                                                    |                                                  | 06.2012                                          | 05.08.2014                                       |                                                  | Eines der beiden „Serna“ (unklar welches) wurde am 10.11.2023 im Hafen von Tschornomorske versenkt, das andere ist im Dienst.                                                             |  |  |
| Projekt 02510 „BK-16“                                       |                                                  | P-677 (vormals D-296)                            | „Wympel“-Werft (Rybinsk)                               |                                                  | 2014                                             | 11.2014                                          | 19.06.2015                                       | im Dienst |  |  |
|                                                             |                                                  |                                                  |                                                        |                                                  |                                                  |                                                  |                                                  | |  |  |
| 183. Division Such- und Rettungsdienst SPASR (Noworossijsk) |                                                  |                                                  |                                                        |                                                  |                                                  |                                                  |                                                  | |  |  |
| Projekt                                                     | NATO-Bez.                                        | Name                                             | Hersteller                                             | Kennung                                          | Kiellegung                                       | Stapellauf                                       | Indienststellung                                 | Status |  |  |
| Projekt 522                                                 | Nyriat-Klasse                                    | WМ-86                                            |                                                        |                                                  |                                                  |                                                  | 1955                                             | im Dienst |  |  |
| Projekt 522                                                 | Nyriat-Klasse                                    | WМ-108                                           |                                                        |                                                  |                                                  |                                                  | 1958                                             | im Dienst |  |  |
| Projekt 364                                                 |                                                  | PSchK-58                                         |                                                        |                                                  |                                                  |                                                  | 1958                                             | im Dienst |  |  |
| Projekt 23370                                               |                                                  | ZМК-2094                                         |                                                        |                                                  | 2013                                             | 20.06.2014                                       | 2015                                             | im Dienst |  |  |
| Projekt 733                                                 |                                                  | ZB-4                                             |                                                        |                                                  |                                                  |                                                  | 1959                                             | im Dienst |  |  |
| Projekt 733                                                 | ZB-Orion                                         |                                                  |                                                        |                                                  |                                                  | 1963                                             | im Dienst                                        | |  |  |
| Projekt 23040                                               |                                                  | RWК-764                                          |                                                        |                                                  | 27.06.2013                                       | 17.09.2013                                       | 2014                                             | im Dienst |  |  |
| Projekt 23040                                               | RWК-762                                          |                                                  |                                                        | 27.06.2013                                       | 24.09.2013                                       | 2014                                             | im Dienst                                        | |  |  |
| Projekt 23040                                               | RWК-767                                          |                                                  |                                                        | 27.06.2013                                       | 15.10.2013                                       | 2014                                             | im Dienst                                        | |  |  |
| Projekt 23040                                               | RWК-771                                          |                                                  |                                                        | 27.06.2013                                       | 15.10.2013                                       | 2014                                             | im Dienst                                        | |  |  |
| Projekt 23040                                               | RWК-1045                                         |                                                  |                                                        | 17.06.2014                                       | 04.02.2015                                       | 2015                                             | im Dienst                                        | |  |  |
| U-Boot-Rettungsschiff                                       |                                                  | Kommuna                                          | Kirowwerk, (Sankt Petersburg)                          |                                                  |                                                  |                                                  | 1915                                             | 21.04.2024 beschädigt, nicht einsatzbereit |  |  |
| Projekt 05360                                               |                                                  | Zajany                                           |                                                        |                                                  |                                                  |                                                  | 1983                                             | im Dienst |  |  |
| Projekt ZК-620                                              |                                                  | RZК-1321                                         |                                                        |                                                  |                                                  |                                                  | 1982                                             | im Dienst |  |  |
|                                                             |                                                  |                                                  |                                                        |                                                  |                                                  |                                                  |                                                  | |  |  |
| 519. Unabhängiges Squadron                                  |                                                  |                                                  |                                                        |                                                  |                                                  |                                                  |                                                  | |  |  |
| Projekt                                                     | NATO-Bez.                                        | Name                                             | Hersteller                                             | Kennung                                          | Kiellegung                                       | Stapellauf                                       | Indienststellung                                 | Status |  |  |
| Projekt 864 „Meridian“                                      | Vishnya-Klasse                                   | Priasowje                                        | Remontowa Shipbuilding (Gdansk)                        | 437                                              | 8.04.1986                                        | 30.09.1986                                       | 12.06.1987                                       | im Dienst |  |  |
| Projekt 18280                                               | Juri-Iwanow-Klasse                               | Iwan Churs                                       | Sewernaja-Werft (Sankt Petersburg)                     |                                                  | 14.11.2013                                       | 16.05.2017                                       | 18.06.2018                                       | am 24.3.2024 durch Marschflugkörper beschädigt, nicht einsatzbereit |  |  |
| Projekt 861М                                                | Moma-Klasse                                      | Ekwator                                          | Remontowa Shipbuilding (Gdansk)                        | 418                                              |                                                  | 30.03.1968                                       | 31.10.1968                                       | im Dienst |  |  |
| Projekt 861М                                                | Moma-Klasse                                      | Kildin                                           | Remontowa Shipbuilding (Gdansk)                        | 406                                              |                                                  | 31.12.1969                                       | 23.05.1970                                       | im Dienst |  |  |
| 9. Brigade Offshore-Versorgungsschiffe                      |                                                  |                                                  |                                                        |                                                  |                                                  |                                                  |                                                  | |  |  |
| Projekt                                                     | NATO-Bez.                                        | Name                                             | Hersteller                                             | Kennung                                          | Kiellegung                                       | Stapellauf                                       | Indienststellung                                 | Status |  |  |
| Schlepper-Projekt 1606                                      |                                                  | BUК-645                                          |                                                        |                                                  |                                                  |                                                  | 1988                                             | im Dienst |  |  |
| Schlepper-Projekt 1606                                      | BUК-1746                                         |                                                  |                                                        |                                                  |                                                  | 1987                                             | im Dienst                                        | |  |  |
| Tanker-Projekt 1559V                                        | Boris-Chilikin-Klasse                            | Iwan Bubnow                                      | Baltisches Werk (Leningrad)                            |                                                  |                                                  | 20.04.1974                                       | 19.07.1975                                       | im Dienst |  |  |
| Тanker-Projekt 23131                                        |                                                  | —                                                | „Saliw“-Werft (Kertsch)                                |                                                  | 29.12.2014                                       |                                                  |                                                  | in Bau |  |  |
| Тanker-Projekt 23131                                        | —                                                | „Saliw“-Werft (Kertsch)                          |                                                        | 29.12.2014                                       |                                                  |                                                  | in Bau                                           | |  |  |
| Waffentransporter Projekt 323V                              |                                                  | General Rjabikow                                 | Werft Nr. 444 I. Nozenko (Mykolajiw)                   |                                                  | 1976                                             |                                                  | 06.03.1979                                       | in Reserve |  |  |
| Militärtransporter                                          |                                                  | Dwinniza-50                                      |                                                        |                                                  |                                                  | 1985                                             | 2015                                             | im Dienst |  |  |
| Militärtransporter                                          | Wologda-50                                       |                                                  |                                                        |                                                  | 1985                                             | 2015                                             | im Dienst                                        | |  |  |
| Kleiner-Tanker-Projekt 03182                                |                                                  | Vize-Admiral Paromow                             | „Wolga“-Werft (Nischni Nowgorod)                       |                                                  | 01.09.2016                                       |                                                  | 29.05.2021                                       | im Dienst |  |  |
| Kleiner-Tanker-Projekt 03180                                |                                                  | WТН-73                                           |                                                        |                                                  |                                                  | 11.01.2014                                       | 27.11.2014                                       | im Dienst |  |  |
| Logistikschiff Projekt 23120                                |                                                  | Wsewolod Bobrov                                  |                                                        |                                                  | 19.12.2013                                       | 14.11.2016                                       | 20.08.2021                                       | im Dienst |  |  |
| Lazarettschiff Projekt 320А                                 |                                                  | Jenissei                                         |                                                        |                                                  |                                                  |                                                  | 31.01.1981                                       | in Reserve |  |  |
| Projekt 1388NS                                              |                                                  | KSW-2155                                         |                                                        |                                                  |                                                  |                                                  | 2015                                             | im Dienst |  |  |
| Projekt 1388NS                                              | KSW-67                                           |                                                  |                                                        |                                                  |                                                  | 2014                                             | im Dienst                                        | |  |  |

### Marineflieger

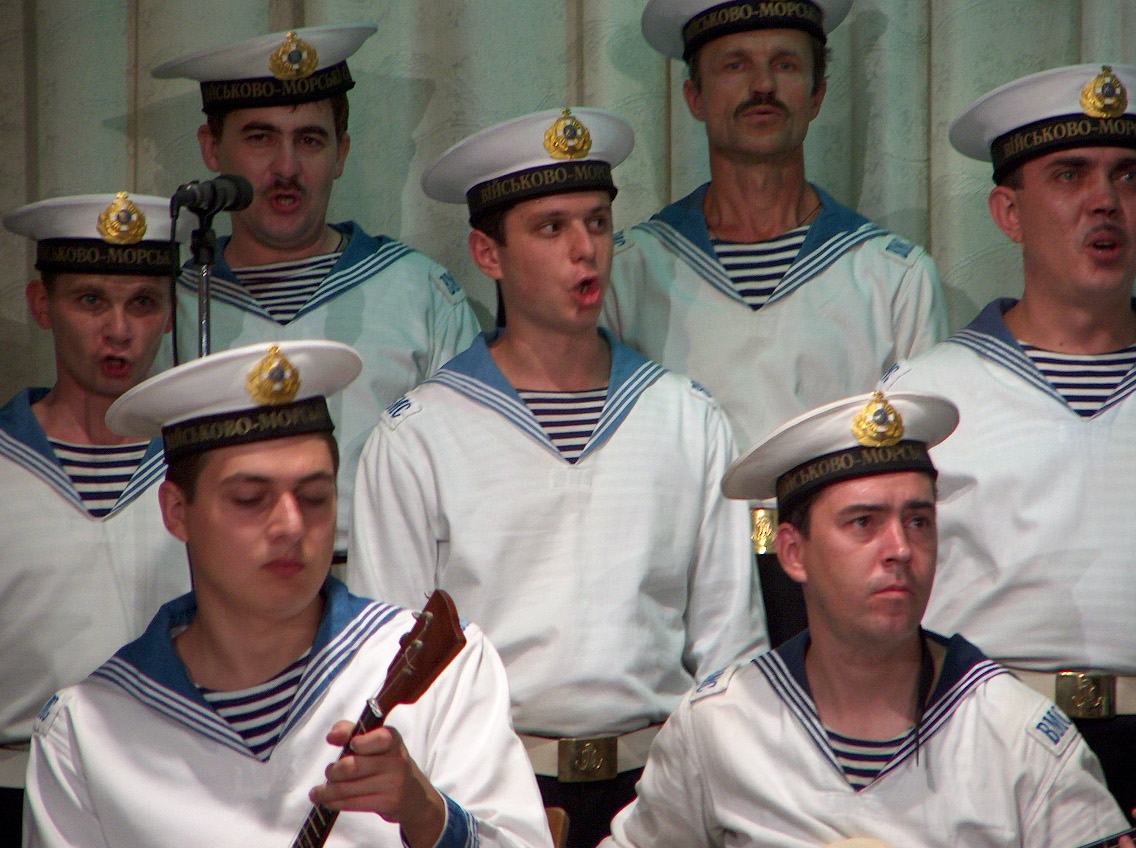
Auftritt des Chors der Schwarzmeerflotte im eigenen Theater in Sewastopol, 2004

Neben dem bis 2014 auch von den ukrainischen Luftstreitkräften verwendeten Flughafen Sewastopol besitzt die Schwarzmeerflotte den eigenen Militärflugplatz „Chersonesski Majak“ in Sewastopol für ihre Marinefliegerkräfte.
Zudem ist sie Mitbenutzer der Militärflugplätze Gwardejskoje  bei Simferopol und Katscha bei Sewastopol.

### Chor der Schwarzmeerflotte
Die Schwarzmeerflotte betätigt sich musikalisch, wie viele andere militärische Organisationen auch: Der „Chor der Schwarzmeerflotte“ tritt in einem eigenen Theater in Sewastopol auf – er macht regelmäßig internationale Tourneen und gilt als sehr erfolgreich. (Siehe auch: Alexandrow-Ensemble für den Chor der Roten Armee.)

## Kommandeure
Russisches Kaiserreich
- VAdm Fedot Klokatschjow (1783)
- VAdm Jakow Suchotin (1784–1785)
- KAdm Nikolai Mordwinow (1785–1789)
- KAdm Marko Iwanowitsch Wojnowitsch (1789–1790)
- KAdm Fjodor Uschakow (1790–1792)
- Adm Nikolai Mordwinow (1792–1799)
- Adm Welim Fondesin (1799–1802)
- Adm Iwan Trawerse (1802–1811)
- Adm Roman Gall (1811)
- VAdm Nikolai Jasykow (1811–1816)
- Adm Alexei Grejg (1816–1833)
- Adm Michail Lasarew (1834–1851)
- Adm Moritz Berg (1851–1855)
- VAdm Nikolai Metlin (September 1855 – Dezember 1855)
- VAdm Alexander Panfilow (Januar–August 1856)
- KAdm Grigori Butakow (August 1856 – Januar 1860)
- VAdm Bogdan von Glazenap (1860–1871)
- Adm Nikolai Arkas (1871–1881)
- Adm Michail Manganari (1881–1882)
- VAdm Alexei Peschtschurow (1882–1890)
- KAdm Roman Grenkwist (1890)
- VAdm Nikolai Kopytow (1891–1898)
- VAdm Jewgeni Alexejew (1898)
- VAdm Sergei Tyrtow (6. Mai 1898–1903)
- VAdm Jakow Giltebrandt (1903)
- VAdm Nikolai Skrydlow (1903–1904)
- VAdm Alexander Krieger (1. Juni – 1. August 1905)
- VAdm Grigori Tschuchin (1904–1906)
- KAdm Iwan Grigorowitsch (1906)
- VAdm Nikolai Skrydlow (1906–1907)
- KAdm Genrich Zywinski (1907)
- KAdm Robert Wiren (1907–1908)
- VAdm Iwan Bostrem (1908–1909)
- VAdm Wladimir Sarnawski (1909–1911)
- VAdm Iwan Bostrem (1911)
- Adm Andrei Eberhardt (1911–1916)
- VAdm Alexander Koltschak (Juni 1916 – Juni 1917)
- KAdm Weniamin Lukin (Juni–Juli 1917)
- KAdm Alexander Njomitz (Juli–Dezember 1917)

Russischer Bürgerkrieg (Weiße Garde, Russische Eskadre)
- Adm Wassili Kanin (26. November 1918 – 25. März 1919)
- VAdm Michail Sablin (25. März – 20. August 1919)
- VAdm Dmitri Nenjukow (20. August 1919 – 8. Februar 1920)
- VAdm Michail Sablin (8. Februar – 17. Februar 1920)
- VAdm Alexander Gerassimow (17. Februar – 19. April 1920)
- VAdm Michail Sablin (19. April – 12. Oktober 1920)
- VAdm Michail Kedrow (12. Oktober – 3. Dezember 1920)

Russischer Bürgerkrieg (Rote Garde)
- Michail Sablin (22. März – 4. Juni 1918)
- Alexander Tichmenew (4.–17. Juni 1918)
- Alexander Scheikowski (April–Juli 1919)
- Nikolai Ismailow (März–Mai 1920)
- Alexei Dombrowski (Mai–Oktober 1920)
- Eduard Panzerschanski (November 1920 – November 1921)
- Andrei Maximow (November 1921 – Juli 1922)

Sowjetunion
- Alexander Wekman (Juli 1922 – Mai 1924)
- Michail Wiktorow (Mai–Dezember 1924)
- Eduard Panzerschanski (Dezember 1924 – Oktober 1926)
- Wladimir Orlow (Oktober 1926 – Juni 1931)
- Iwan Koschanow (11. Juni 1931 – 15. August 1937)
- VAdm Pjotr Smirnow-Swetlowski (15. August – 30. Dezember 1937)
- VAdm Iwan Jumaschew (Januar–März 1939)
- VAdm Filipp Oktjabrski (25. März 1939 – 23. April 1943)
- VAdm Lew Wladimirski (24. April 1943 – 10. März 1944)
- VAdm Nikolai Bassisty (10.–28. März 1944, Januar–April 1945 und 18. November 1948 – 2. August 1951)
- Adm Filipp Oktjabrski (28. März 1944 – 18. November 1948)
- Adm Sergei Gorschkow (2. August 1951 – 12. Juli 1955)
- VAdm Wiktor Parchomenko (12. Juli – 8. Dezember 1955)
- Adm Wladimir Andrejew (8.–15. Dezember 1955)
- Adm Wladimir Kassatonow (15. Dezember 1955 – 3. Februar 1962)
- Adm Serafim Tschursin (3. Februar 1962 – 9. Dezember 1968)
- Adm Wiktor Sysojew (9. Dezember 1968 – 7. März 1974)
- Adm Nikolai Chowrin (7. März 1974 – 22. April 1983)
- Adm Alexei Kalinin (22. April 1983 – 26. Juli 1985)
- Adm Michail Chronopulo (26. Juli 1985 – Oktober 1991)

Russische Föderation
- Adm Igor Kassatonow (September 1991 – September 1992)
- VAdm Witali Larionow (September 1992 – Januar 1993)
- Adm Eduard Baltin (Januar 1993 – Februar 1996)
- Adm Wiktor Krawtschenko (Februar 1996 – Juli 1998)
- Adm Wladimir Komojedow (Juli 1998 – Oktober 2002)
- Adm Wladimir Massorin (Oktober 2002 – Februar 2005)
- VAdm Alexander Tatarinow (Februar 2005 – Juli 2007)
- VAdm Alexander Klezkow (Juli 2007 – 2. Juli 2010)
- VAdm Wladimir Koroljow (2. Juli 2010 – 23. Juni 2011)
- VAdm Alexander Fedotenkow (23. Juni 2011 – 15. April 2013)
- Adm Alexander Witko (15. April 2013 – 13. Mai 2018)
- VAdm Alexander Moissejew (14. Mai 2018 – 3. Mai 2019)
- Adm Igor Ossipow (3. Mai 2019 – 10. August 2022)
- Adm Wiktor Sokolow (seit 10. August 2022)[69]
- VAdm Sergei Pintschuk (seit Februar 2024)